# Palau Federal Legislatiu
El Palau Federal Legislatiu o també anomenat Capitoli Federal, és la seu i edifici principal del Poder Legislatiu Federal de Veneçuela, situat en la ciutat de Caracas específicament en l'Avinguda Universitat, enfront de la Plaça Bolívar, en el municipi Libertador del Districte Cabdal i al seu torn en el Districte Metropolità de Caracas. Com és seient d'uns dels Poders Públics de Veneçuela, és un edifici de gran valor arquitectònic, institucional i polític, un dels llegats del primer govern del General Antonio Guzmán Blanco (1870-1877) en el seu afany de modernitzar la ciutat cabdal.
El Capitoli Federal des de 1877 va ser seu dels tres Poders de la Nació l'Executiu Federal, Legislatiu i Judicial. Però des de 1961 és d'ús exclusiu del Poder Legislatiu Nacional.
A causa de la seua importància històrica i cultural, l'edificació va ser declarada Patrimoni Nacional el 22 d'agost de 1997.
El Capitoli és també un dels principals centres d'atracció històrics de la capital de Veneçuela.

## Història
La construcció del Capitoli Federal va ser començada el 21 de setembre de 1872, inaugurats parcialment el 19 de febrer de 1873 però culminats totalment en 1877. Temps abans de la seua construcció, almenys sis edificis diferents van ser usats com seu del Congrés en diferents ciutats.
- Primer Congrés de Veneçuela (1811):
  - 1811-1812: Casa de José Antonio Pacheco, escaira el Comte, posteriorment traslladada a la Capella de Santa Rosa de Lima a Caracas.

- Segundo Congrés de Veneçuela o Angostura (1819):

- - 1819-1821: Edifici de l'Antic Col·legi Federal de Guayana o Casa del Congrés d'Angostura, avui Ciutat Bolívar. Creació de la Gran Colòmbia.